# Geogarypus major
Geogarypus major es una especie extinta de arácnido del orden Pseudoscorpionida de la familia Geogarypidae.

## Distribución geográfica
Se encontraba en el Ámbar báltico.